# 屈尔讷
屈尔讷（荷蘭語：Kuurne，荷蘭語發音：[ˈkyːrnə]）是比利时弗拉芒大區西佛兰德省科特赖克区的一个市镇，通行荷蘭語，是弗拉芒社群的一部分，面积10.11平方千米，人口13,318人（2018年1月1日）。

## 友好城市
- 法國 马克昂巴勒尔